# Aborígens de Tasmània
Els aborígens de Tasmània (endònim: Palawa) són els pobles indígenes de l'illa australiana de Tasmània.
Entre el 1803 i el 1833, la població d'aborígens tasmanians minvà des d'una xifra estimativa de 5.000 a només uns 300, principalment a causa de malalties introduïdes pels colonitzadors Regne Unit i les matances perpetrades pels colonitzadors. Un dels últims palawa de «pura sang», una dona anomenada Trugernanner, morí el 1876. Tot i que no hi ha gaire persones d'ascendència palawa, alguns aspectes de la cultura tradicional han sobreviscut entre elles.
Gairebé totes les llengües indígenes tasmanianes s'han perdut. S'està fent un esforç per reconstruir-ne una a partir de llistes de paraules i per mantenir viva la cultura aborigen a partir d'aspectes mantinguts en algunes famílies amb ascendents en els pobles aborígens. Alguns membres de les comunitats de descendents actuals, que reclamen el llegat dels aborígens tasmanians, són el resultat de les poblacions aborígens precolonitzades que havien estat intensament barrejades amb les comunitats colonitzadores europees, particularment les provinents de les Illes Britàniques.